# Resthausen
Die Ortschaft Resthausen mit 236 Einwohnern ist ein Ortsteil der Gemeinde Molbergen im Landkreis Cloppenburg.
Es ist überwiegend landwirtschaftlich geprägt, hauptsächlich Putenmast und Pferdezucht. 

## Geschichte
Resthausen wurde um 1400 erstmals urkundlich erwähnt.
Durch die Oldenburgische Verwaltungsreform und der Auflösung der Gemeinde Krapendorf wurde Resthausen im Jahr 1933 in Molbergen eingemeindet.

## Kultur und Sehenswürdigkeiten

### Sport
In Resthausen kann Golf gespielt werden. Eine 18-Loch-Naturgolfanlage mit ihrem 9-Loch-Übungsplatz befindet sich an der Thülsfelder Talsperre.